# 中華民國衛哨兵
三、械彈攜出、確遵規定；四、堅守崗位、嚴密搜索；

五、提高警覺、時時戒備；六、不看熱鬧、注意可疑；

三、嚴密水電管理；四、清查就寢人數；

五、巡視衛哨勤務；六、注意可疑人物；

七、接聽戰情電話；八、反映緊急事故；

中華民國衛哨兵指的是中華民國國軍執行衛哨勤務的衛兵，職責是對出入營門的人員實施身分查驗，同時在有必要及合法的時候查驗出入人員攜帶的物品或行李。
根據《陸軍禮節條例》（1928年），「衛兵」是指檢查風紀及衛戍的士兵，「衛哨」是指站崗的衛兵。 經過修訂以後，現時的「衛兵」是指檢查風紀及衛戍的士兵，「哨兵」是指在陣中勤務令以外執行步哨的士兵。

## 衛哨勤務
在營區派遣衛兵巡查及站哨的目的，是爲了確保營區內外時常保持警戒，以維護營區設施及人員的安全，並維持軍隊內部的風紀。 執勤衛兵按照營區指揮官、值星官及值日官（或勤務單位主官、值星官及值日官）的指令執行勤務，分爲一般衛兵勤務和特別衛兵勤務兩種。
衛哨勤務表由長官排定，一般勤務通常是以2小時爲一個班次，每人每天要輪1－2班（假日時有可能增加至3－4班），站哨地點在槍房和營門內外，志願役常常輪站大夜班，但可填寫換哨單錯開放假時間。勤務的編組包括衛兵司令、衛舍長、衛兵長和衛兵，而衛舍設置通常有衛兵司令辦公室、衛兵宿舍和崗亭。

## 衛哨勤務守則

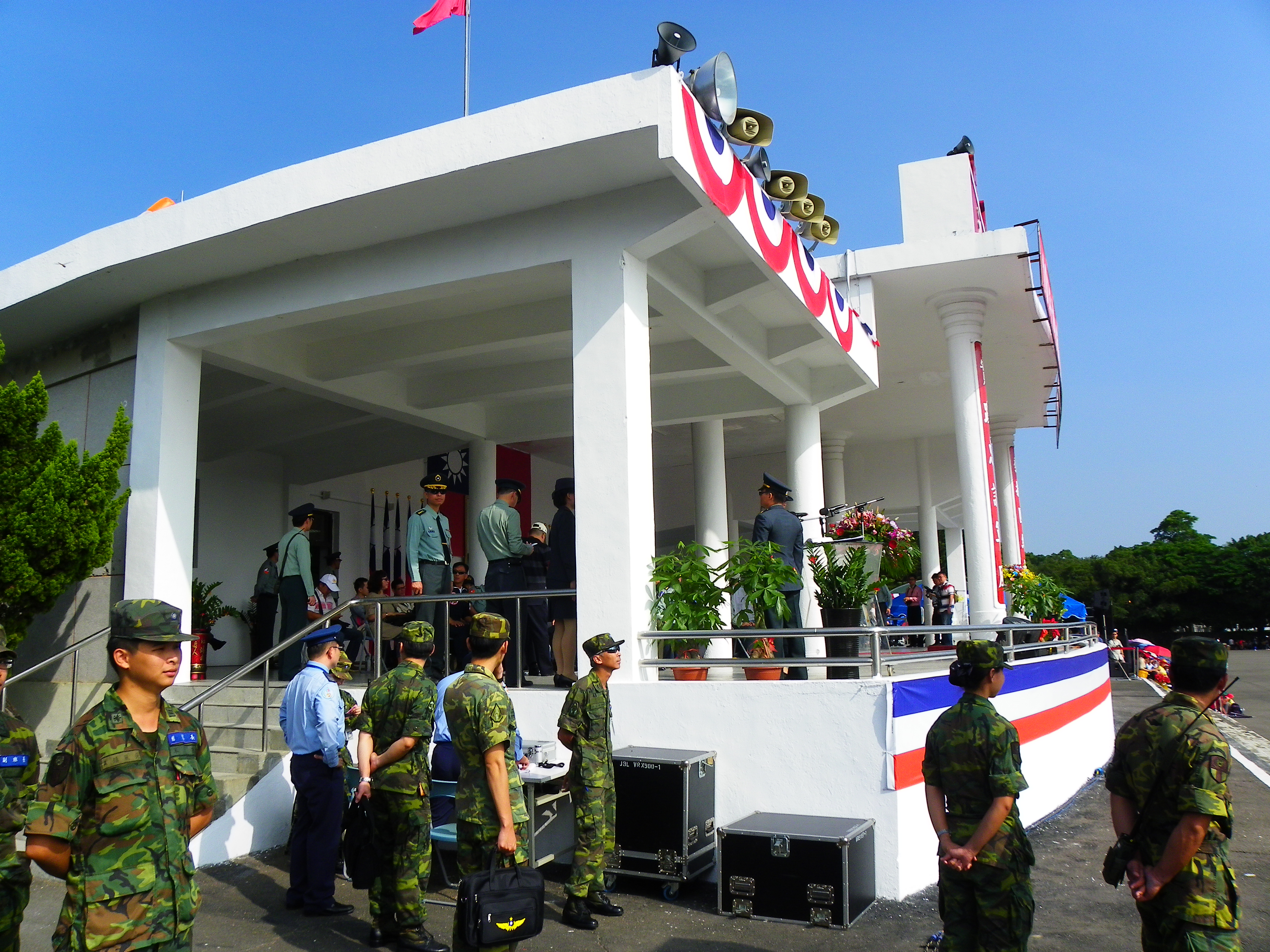
2013年成功嶺營區開放活動，陸軍士兵在介壽臺周圍站哨。

衛哨兵需要熟悉的一般守則包括《用槍時機》、《用槍要領》、《衛兵守則》和《安全士官守則》，特別守則根據個別單位和哨站而有不同。
二、群眾暴動，非使用武器不能鎮壓時；

三、駐所警衛之人員、物資、車、船、航空器等受危害脅迫時，非使用武器不能保護時；

四、因防衛駐守之土地、場所建築物受襲擾或擅闖經警告仍不聽從非使用武器不能制止時；

二、經警告已有畏服之情況時，應立即停止使用

三、使用武器應注意，勿傷及他人

四、如非情勢確有必要應儘量避免傷及其致命部位

五、使用武器時，其得以使用武器之原因，行將消滅或已消滅者，應立即停止使用

六、衛兵使用武器後，應將經過情形即時報告該營管長官及戰情中心。

## 衛兵和哨兵的敬禮

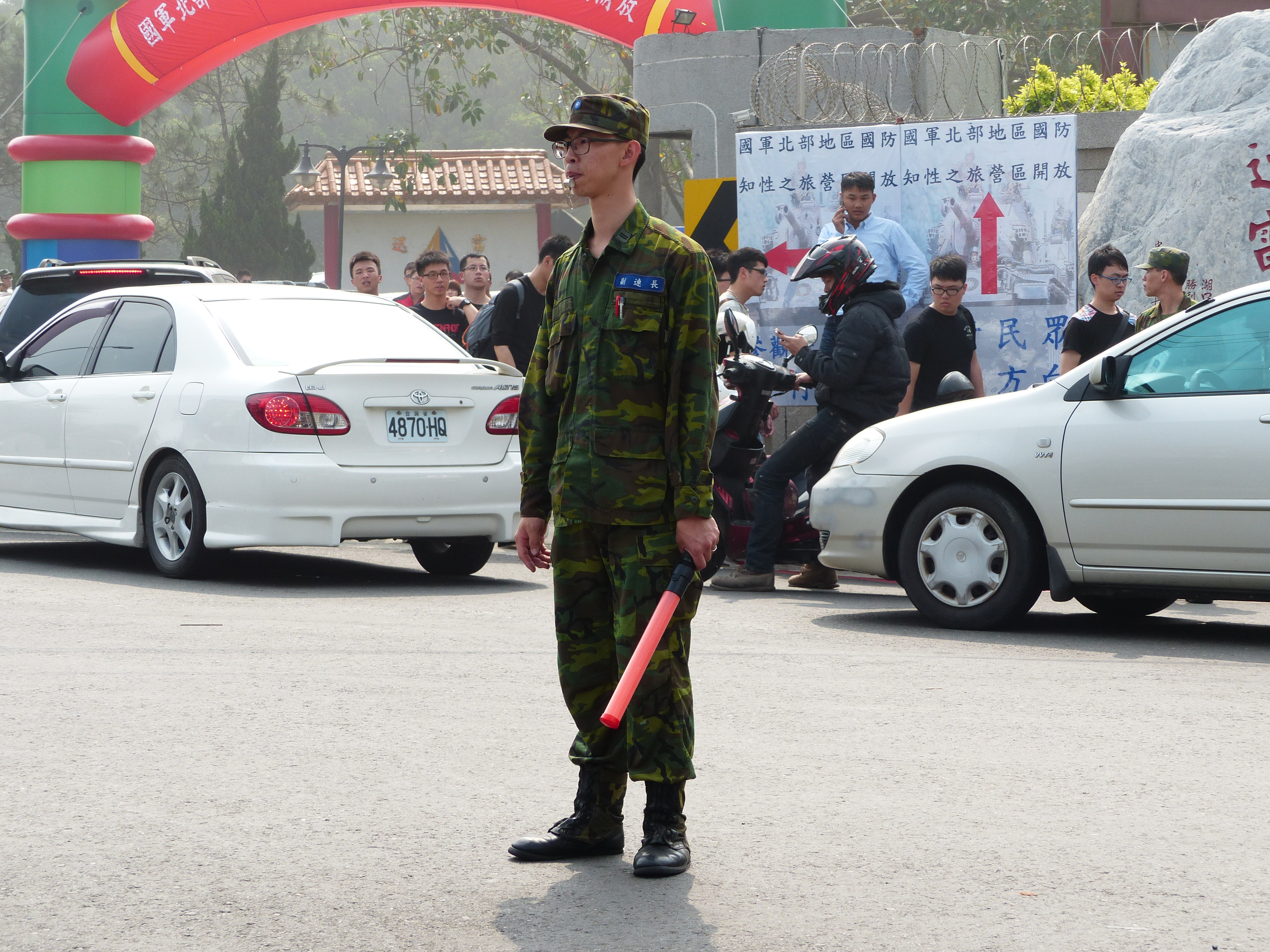
2014年新竹湖口營區開放活動，在二號門外指導交通的中尉副連長。

衛哨兵執行勤務時，按《陸軍禮節條例》須向國旗、長官、軍官率領的部隊、軍官佐及軍士敬禮，敬禮方式包括扶槍禮、舉刀禮和舉手禮，如有特別任務時亦可不敬禮；兵員出入營門時應先向衛兵敬禮，衛哨兵則立正原地以注目答禮。
現行《中華民國軍人禮節》對衛兵和哨兵的敬禮規範如下：
- 對出入營門的各級軍官應行提槍敬禮；
- 對出入營門的各級士官長及士官應行立正敬禮；
- 入伍生及士兵出入營門時應先行向衛兵敬禮，衛兵回以立正答禮；
- 衛兵和哨兵在部隊經過時應行立正，並向帶隊長官敬禮；
- 哨兵應就原位置對各級軍官及士官行持槍禮，如因執行勤務而有不便時，可免行禮。

## 衛哨交接
衛哨交接是哨兵交接勤務時的動作，上下哨在安全士官（帶哨士官）的指導下完成換哨。 一般衛哨交接的動作不似儀隊交接那般複雜，但同樣有一套標準的流程、正步和口令，大致流程如下：
1. 上哨兵到哨所向安全士官報到及領取槍支，聽從安全士官的指令填充彈藥並確認無誤；
2. 安全士官帶領上哨兵到達崗位，監督上下哨兵交接勤務、位置和裝備，確認完成；
3. 下哨兵隨同安全士官返回哨所，在安全士官的指令下清查彈藥、槍支和狀況，確認無誤並離開。

## 衛哨改革
民國政府遷臺以後，施行過幾次在組織和兵力方面的裁軍行動，對軍事建構法制及募兵制進行調整。其中在馬英九政府推行的「精粹案」中，國防部證實衛哨、勤務、伙食及清潔等選擇性的工作項目，有可能委聘軍外的保全或專門人員負責，以助於精簡兵力、提昇人員素質與整體戰力。

## 相關法律
衛哨兵失職時，不管是否造成軍事上的利益損失，可按《陸海空軍刑法》定罪，與衛哨站崗直接相關的罪名有：第34條「衛兵、哨兵或其他擔任警戒職務之人，因睡眠、酒醉或其他相類之情形，而廢弛職務……」（衛兵哨兵廢弛職務罪）或第35條「衛兵、哨兵或其他擔任警戒、傳令職務之人，不到或擅離勤務所在地者……」（衛兵哨兵擅離勤務所在地罪）處刑。 他人故意造成衛哨兵無法執行巡查或交接勤務時，可按《陸海空軍刑法》第36條「無故不依規定使衛兵、哨兵或其他擔任警戒、傳令職務之人交接者……」（違規使衛兵哨兵交接罪）處刑。

## 另見
- 衛兵（法语：Garde (unité militaire)）
- 哨兵

- 中華民國憲兵
- 中華民國三軍儀隊
- 衛兵交接
- 勤務兵
- 學長學弟制
- 軍教片、軍教劇

## 外部連結
- 中華民國國防部站內搜尋「衛哨」的結果
- 國防部憲兵指揮部「勤務服裝配備」穿著規定（页面存档备份，存于），國防部憲兵指揮部
- 軍隊生活規範PowerPoint簡報，教育部數位教學資源入口網